# Fritz Klingenberg
Fritz Klingenberg (Rövershagen, 17 de diciembre de 1912-Herxheim, 23 de marzo de 1945) fue un militar alemán de las Waffen-SS que sirvió en la División SS Das Reich y fue comandante de la 17.ª División SS de Granaderos Panzer "Götz von Berlichingen". Fue conocido por su papel en la toma de Belgrado, con solo 6 hombres, en 1941. Por dicha hazaña recibió la Cruz de Caballero de la Cruz de Hierro.

## Biografía
Nació en 1912 en Rövershagen, Mecklenburgo. Su nombre completo era Fritz Paul Heinrich Otto Kilingenberg. Su padre ostentaba una lechería.
Tras completar su educación secundaria, comenzó sus estudios de ciencia e historia. En 1931 se alistó en las Schutzstaffel (SS). Posteriormente interrumpió sus estudios universitarios para formar parte del SS-Verfügungstruppe (SS-VT) en 1934. Fue uno de los primeros oficiales de las SS graduado en la SS-Junkerschule de Bad Tölz. Tras su graduación fue destinado a la SS-Standarte "Alemania" y, más tarde, se uniría a la División SS Das Reich. al equipo de Paul Hausser, que había sido nombrado Inspector de la SS-VT.
El comienzo de la Segunda Guerra Mundial le cogió cuando formaba parte de un equipo de inspección de la SS-VT, comandado por Paul Hausser.
A principios de 1941, Klingenberg, en ese momento SS-Hauptsturmführer, participó con las tropas de las SS en la Invasión de Yugoslavia. Principalmente el objetivo era internarse rápidamente en Yugoslavia, para luego atacar Grecia, pero Klingenberg desobedeció las órdenes y decidió reconectar a Belgrado con sus unidades, muy por delante del resto del ejército principal. Encontrando un bote, cruzó el río Danubio, con la intención de transportar una fuerza considerable para tomar la ciudad, sin embargo, el bote acabó hundiéndose, y tan solo quedaron él y seis de sus hombres. Klingenberg, ya en tierra, topó con algunas tropas yugoslavas. Después de una serie de tiroteos, los alemanes, que no sufrieron víctimas, y capturando a varios soldados yugoslavos, llegaron al centro de Belgrado, izando una bandera alemana. Inmediatamente el alcalde Jevrem Tomic salió a su encuentro. El astuto Klingenberg le dijo que había un bombardeo de artillería a punto, y un inminente ataque de la Luftwaffe. El alcalde, impresionado por la seguridad y el temple de los alemanes, les entregó la ciudad el 13 de abril. Instantes después, algunos hombres más de Klingenberg, que se habían quedado rezagados, cruzaron el río e hicieron una demostración de su presencia, aparentando así ante los yugoslavos que había más soldados alemanes de los que realmente había. Finalmente, cuando el resto de tropas de la División SS Das Reich llegaron al lugar, quedaron estupefactas ante tal situación, puesto que en un principio se había ideado un complejo plan para la toma de la ciudad, que se esperaba iba a costar miles de vidas, y que, por tanto, ya no iba a ser necesario. Cuatro días después, el ejército yugoslavo se rindió. En dicha campaña los alemanes tan sólo tuvieron 150 bajas. Tras esta hazaña Klingenberg se convirtió en todo un héroe nacional y fue galardonado con la Cruz de Caballero de la Cruz de Hierro. Aunque cuando Fritz Klingenberg y sus hombres capturaron la ciudad, el ejército Alemán creyó que era una trampa de los yugoslavos y consideraron traidor a Fritz. Posteriormente fue ascendido a SS-Obersturmführer.

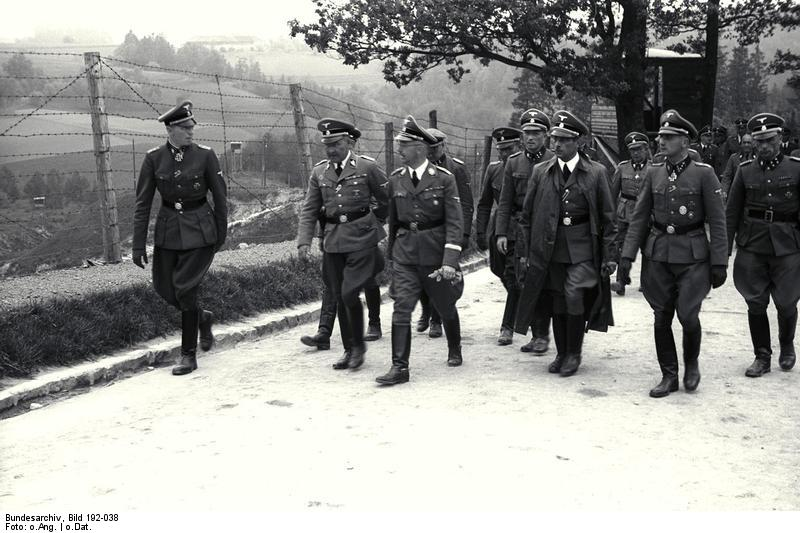
Klingenberg (izquierda) con Heinrich Himmler y otros oficiales de las SS durante una visita al campo de concentración de Mauthausen-Gusen en junio de 1941.

El 2 de diciembre de 1944 fue ascendido a SS-Standartenführer y dos semanas más tarde, el 12 de enero de 1945, recibió la orden para tomar el mando de la 17.ª División SS de Granaderos Panzer "Götz von Berlichingen". Dicha división se acabó uniendo al XIII. SS-Armeekorps, combatiendo en el sureste de Saarbrücken, en la zona comprendida entre Neustadt y Landau, contra el XV Cuerpo del Séptimo Ejército de los Estados Unidos. El 23 de marzo de 1945, con la resistencia alemana a punto de sucumbir, Klingenberg, con tan sólo 32 años de edad, falleció al ser alcanzado por un proyectil durante un tiroteo en las proximidades de Herxheim. Fue enterrado en el cementerio de guerra alemán en Andilly, Francia.

## Fotografía con Hitler
Hay una anécdota curiosa durante la ceremonia de la entrega de la Cruz de Caballero de la Cruz de Hierro, ocurrida en Berghof, lugar de descanso de Hitler. Del acto se guarda una fotografía en la que aparece Klingenberg junto a Hitler. Momentos antes de que, Heinrich Hoffmann, fotógrafo personal del Führer, capturara el momento, le pidió al espigado Klingenberg (1,93 m) que se pusiera un poco por detrás para no empequeñecer al Führer, que medía 1.75 m. Pese al apaño, se puede ver claramente la diferencia de estatura entre ambos.

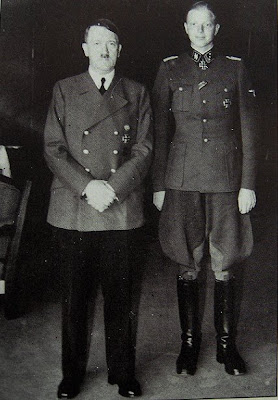
Foto de Fritz Klingenberg junto con Adolf Hitler en la ceremonia de entrega de la Cruz de Caballero de la Cruz de Hierro

## Condecoraciones
- Cruz de Hierro de segunda clase (23/06/40).

- Cruz de Hierro de primera clase (24/06/40).

- Cruz de Caballero de la Cruz de Hierro (14/05/41).

- Cruz Alemana de Oro (28/04/44).[3]

## Promociones
- SS-Untersturmführer (20/04/1935)
- SS-Obersturmführer (12/12/1937)
- SS-Hauptsturmführer (30/06/1939)
- SS-Sturmbannführer (1/09/1941)
- SS-Obersturmbannführer (21/12/1943)
- SS-Standartenführer (21/12/1944)